# Jean-Marie Repaire
Jean-Marie Repaire (ur. 17 października 1947) – monakijski strzelec, olimpijczyk.
Uczestnik Letnich Igrzysk Olimpijskich 1984. Startował wyłącznie w trapie, w którym zajął 62. miejsce wśród 70 zawodników.

## Wyniki

### Igrzyska olimpijskie
| Igrzyska         | Konkurencja | Wynik    | Miejsce | Źródło |
| ---------------- | ----------- | -------- | ------- | ------ |
| Los Angeles 1984 | Trap        | 161 pkt. | 62      | [ 1 ]  |